# Raimonds Laizāns
Raimonds Laizāns (ur. 5 sierpnia 1964 w Rydze) – łotewski piłkarz, grający na pozycji bramkarza, reprezentant Łotwy.

## Kariera piłkarska

### Kariera klubowa
Wychowanek szkoły sportowej Daugavy Ryga. W 1983 rozpoczął karierę piłkarską w klubie Daugava Ryga, jednak nie potrafił przebić się do podstawowej jedenastki, dlatego w 1985 przeszedł do drugoligowego klubu Zvejnieks Lipawa. W latach 1988–1989 bronił barw Wołyni Łuck. W 1990 przeszedł do Karpat Lwów. Był pierwszym obcokrajowcem (wraz z Aivarem Drupasem, występującym w koszulce Karpat. W 1992 wrócił do Łotwy, gdzie występował w klubie Skonto Ryga. Również zaliczył sezon w rosyjskiej drużynie Fakieł Woroneż. W 1999 ukończył karierę piłkarską w Policijas Ryga.

### Kariera reprezentacyjna
8 kwietnia 1992 zadebiutował w reprezentacji Łotwy w spotkaniu z Rumunią przegranym 0:2.

## Kariera trenerska
Po zakończeniu kariery piłkarskiej pracował na stanowisku dyrektora szkoły sportowej Skonto Ryga. Od stycznia 2008 pełni obowiązki prezesa klubu Olimps Ryga.

## Sukcesy i odznaczenia
- Mistrz Ukraińskiej SRR: (1x)

1989
- Mistrz Wtoroj Ligi ZSRR: (1x)

1991
- Mistrz Mistrzostw Łotwy: (6x)

1992, 1993, 1994, 1995, 1996, 1997
- Finalista Pucharu Łotwy: (3x)

1992, 1995, 1997
- Wybrany najlepszym bramkarzem Mistrzostw Łotwy w 1994, 1995 i 1996.